# 峨眉鹅耳枥
峨眉鹅耳枥（学名：Carpinus omeiensis）是桦木科鹅耳枥属的植物，是中国的特有植物。分布于中国大陆的四川、贵州等地，生长于海拔1,000米至1,900米的地区，见于山坡林中村旁，目前尚未由人工引种栽培。